# Агаев, Ваха Абуевич
Ва́ха Абу́евич Ага́ев (15 марта 1953, Кзыл-Орда, Кзыл-Ординская область, Казахская ССР, СССР — 23 сентября 2020, Москва, Россия) — российский предприниматель и политический деятель, депутат Государственной думы Федерального собрания Российской Федерации VI и VII созывов от политической партии «КПРФ». «Почётный гражданин Чеченской Республики» (2013 год). 

## Биография
Ваха Агаев родился 15 марта 1953 года в городе Кзыл-Орде Кзыл-Ординской области Казахской ССР, в многодетной семье, депортированной из Чечено-Ингушской АССР в Казахскую ССР в 1944 году, во время Великой Отечественной войны (1941—1945). По национальности — чеченец.
В 1977 году окончил исторический факультет Чечено-Ингушского государственного университета имени Л. Н. Толстого в городе Грозном.
С 1981 года — член «Коммунистической партии Советского Союза» («КПСС»).
В 1985 году окончил экономический факультет Московского кооперативного института Центросоюза.
В 1998 году создал и возглавил ООО «Юг-Нефтепродукт», главными активами которого стали предприятия в Краснодарском крае.
С 4 декабря 2011 года — депутат Государственной думы Федерального собрания Российской Федерации VI созыва (избран в составе федерального списка кандидатов «КПРФ», региональной группы от Красноярского края), член фракции «КПРФ», заместитель председателя комитета Государственной думы по вопросам собственности.
В марте 2013 года удостоен звания «Почётный гражданин Чеченской Республики» за личный вклад в социально-экономическое развитие региона.
В 2016 году избран депутатом Государственной думы Федерального собрания Российской Федерации VII созыва (в составе общефедеральной части федерального списка от «КПРФ»).
Ваха Абуевич Агаев скончался 23 сентября 2020 года в Москве, в возрасте шестидесяти семи лет, от коронавирусной инфекции. Похоронен 25 сентября 2020 года на кладбище в родовом селении Рошни-Чу Урус-Мартановского района Чеченской Республики Российской Федерации, где покоятся также его родители.
В 2020 году был создан благотворительный фонд им. В. А. Агаева.
В 2021 году в селе Самашки была переименована улица Ленина в «улица имени Вахи Агаева» по заявлению местных жителей.

### Семья
Ваха Агаев был женат. Сын — Бекхан Вахаевич Агаев (род. 29 марта 1975, Грозный), депутат Государственной думы Федерального собрания Российской Федерации VI и VIII созывов от политической партии «Единая Россия».

## Законотворческая деятельность
С 2011 по 2019 годы, в период исполнения полномочий депутата Государственной думы VI и VII созывов, Ваха Абуевич Агаев выступил соавтором 42 законодательных инициатив и поправок к проектам федеральных законов.